# 屎爛幫
屎爛幫（RIP SLYME）是一組日本嘻哈樂團。由四名MC（RYO-Z、ILMARI、PES和SU）和一名DJ（FUMIYA）組成。他們的音樂受到舊式嘻哈（old school hip hop）和其他嘻哈音樂的影響，例如The Pharcyde、迪拉索（De La Soul）、全民公敵組合（Public Enemy）、侏儸紀5號（Jurassic 5）、野獸男孩（Beastie Boys）、DJ Premier和Leaders of the New School等歌手或團體。
屎爛幫和Dragon Ash、踢館高手（Kick the can crew）被認為是對日本的嘻哈音樂有著重大貢獻的樂團。

## 成員

### 現任成員
- RYO-Z（1974年7月15日—），本名：成田亮治

來自東京，AB型。負責擔任MC，是樂團的初期成員之一。
- ILMARI（1975年6月17日—），本名：

來自芬蘭的赫爾辛基，A型。父親是日本人，母親則是芬蘭人。是樂團中的MC，也是初期成員之一。有的時候也會使用「ILLMARI」這個名字。名模蛯原友里丈夫。
- PES（1976年12月27日—），本名：千葉昌嗣

來自東京，B型。負責擔任MC，是樂團的初期成員之一。「PES」這個名稱是在學生時代的RYO-Z替他取的。
- SU（1973年11月20日—）本名：大槻一人

來自神奈川縣，O型。負責擔任MC。本名「一人」以直式書寫時，與日文中「ス」（發音：su）這個字相似，因此使用「SU」作為名稱。在加入屎爛幫前曾與DJ FUMIYA的哥哥組成團體「MELLOW DOWN」。曾經是團體「EAST END」的舞者，和前妻大塚愛育有一女，因SU外遇22歲的模特兒江夏詩織而離婚，甚至因為外遇的風波而導致屎爛幫宣布休止活動。
- DJ FUMIYA（1979年3月14日—），本名：竹內文也

來自神奈川縣藤澤市，A型。負責擔任DJ。曾向「EAST END」中DJ YOGGY學習。過去為SPEED、DA PUMP等團體擔任DJ，也負責替許多歌手製作樂曲的混音（remix）版本。在2005年6月16日因為自律神經失調症離開團體前往沖繩修養，在2006年6月3日宣佈將在該年秋天重新歸隊。之後於2006年10月13日的「MUSIC STATION」節目上正式復出。哥哥TAKA是中居正廣的中學暨小學同學，其弟Ryuta是今井翼的姊夫，三兄弟與中居正廣皆是兒時玩伴。

### 前任成員
- DJ SHOJI
- DJ Shige

## 簡歷
屎爛幫是在1994年由RYO-Z和ILMARI組成，隨後和ILMARI就讀同一所學校的（清泉國際學校）PES也加入了團體。團名「Rip Slyme」中的「RIP」是取自三個人名稱第一個字。「Slyme」是來自當時流行的兒童玩具「史萊姆」（slime）。他們的團名發音也與「lips' rhyme」相似，意為「嘴巴的節奏」，符合團體嘻哈饒舌的性質。組成團體後參加了日本「Young MCs In Town」比賽獲得新人獎，之後在1995年以首張專輯《Lips Rhyme》展開正式的音樂職業。兩年後（1997年）DJ FUMIYA和SU加入。在1998年他們發行了第二張專輯《Talkin' Cheap》，也參加了Dragon Ash樂團的「Total Communication」演出活動。
在2000年與華納音樂集團簽約後，屎爛幫的音樂獲得更大的成功。在這段期間他們發行了許多獨立單曲，以及兩張EP《Underline No. 5》和（直到相逢之日），這兩張EP獲得夢幻塑膠機器（Fantastic Plastic Machine，本名：田中知之）的幫助。是在華納唱片的獨立音樂廠牌下發行。他們第一張主流單曲是在2001年3月22日發行的《STEPPER'S DELIGHT》。這張單曲的名稱是翻玩美國老牌嘻哈團體「The Sugarhill Gang」的著名單曲《Rapper's Delight》。之後在同年他們發行了第一張專輯《FIVE》。
通常是FUMIYA負責編寫大多數的音樂，RYO-Z、PES、ILMARI和SU負責撰寫歌詞。然而在FUMIYA加入之前，是PES負責編寫大多數的歌曲。除了RYO-Z之外的每一位成員都曾經試著自己編寫歌曲，而PES也會在某些歌曲中演奏吉他。據說PES原本是某個搖滾樂團的成員，後來在ILMARI和RYO-Z的引介下開始接觸嘻哈音樂。
在2002年，屎爛幫獲得日本MTV音樂錄影帶大獎（VMA Japan）的「最佳新人」和「最佳嘻哈團體」兩個獎項。
同年他們發行了有高額預算支援的專輯《TOKYO CLASSIC》（東京嘻哈寶典），成為日本首張銷售量超過一百萬的嘻哈專輯，發行首週就登上Oricon排行榜第一名，之後兩週連續居於榜首，並被和詹姆士·布朗的靈魂和放克音樂相比。兩首出自這張專輯的單曲《Funkastic》和（樂園寶貝）在2003年獲得日本MTV的獎項。
至今（2006年1月17日）他們共計發行了6張獨立單曲、11張主流單曲。此外還有2張獨立專輯、5張主流專輯、1張現場專輯、1張獨立時代歌曲的精選輯，以及1張精選集。
從2005下半年（在8月31日發行精選輯《GOOD JOB!》之後）到2006年之間，DJ FUMIYA因病修養了一段時間。在這段期間，他們的朋友DJ SOMA暫時加入。其他人在FUMIYA休息的期間進行了一些其他的合作計劃。

### 年表

#### 組成
- 1994年8月，由RYO-Z、ILMARI、PES、DJ SHOJI、DJ Shige以「3MC+2DJ」的形態組成。
- 1994年12月，獲得日本「Young MCs In Town」的新人饒舌大賽（新人ラッパーコンテスト）優勝。

#### 地下獨立團體時期
- 1995年：發行專輯《Lip's Rhyme》。
- 1996年：DJ SHOJI、DJ Shige離團，成為沒有DJ的狀態。
- 1997年：DJ FUMIYA加入，形成3MC+1DJ的團體。
- 1998年]：發行專輯《Talkin' Cheap》，在這張專輯中與屎爛幫合作「Searchin」一曲的SU加入為正式團員，成為4MC+1DJ的團體。
- 1999年：獲邀參加Dragon Ash主辦的TMC（Total Music Communication）巡迴演唱。與「田邊經紀公司」（田辺エージェンシー）簽約。

#### 進軍主流
- 2001年3月22日：主流單曲《STEPPER'S DELIGHT》發售。同年發行第一張主流專輯《FIVE》。

- 2002年7月24日：發行第二張專輯《TOKYO CLASSIC》（東京嘻哈寶典）。發售首周就登上日本Oricon排行榜第一名，之後連續兩週維持榜首的位置，銷售數量超過一百萬張。[1]
- 2002年10月，日本嘻哈團體「King Giddra」在專輯《最終兵器》裡的「公開處刑 feat. BOY-KEN」歌曲中批判屎爛幫（同時也批評了Dragon Ash、踢館高手（Kick the can crew））。同年11月屎爛幫發行單曲《BLUE BE-BOP》，在音樂錄影帶的最後出現「THANK YOU FOR YOUR KIND ADVICE AND SUPPORT!」（意為：感謝你的親切建議和支持！）字樣作為回應，在樂迷間造成話題。（之後在2004年8月，King Giddra的成員K DUB SHINE在《blast》雜誌中的專訪裡表示，當時歌曲並沒有批判的意思，只是坦白的說出自己的想法）

- 2003年7月16日：第三張專輯《嘻域大飆客》（TIME TO GO）發行，發售首周再度登上Oricon第一名。

- 2004年11月3日：第四張專輯《究極屎爛》（MASTERPIECE）發行。Oricon排行榜第二名。
  - 同年在足球選手羅納爾迪尼奧（Ronaldinho）的指定下，屎爛幫2001年的單曲《STEPPER'S DELIGHT》成為「Nike Football」東亞地區的電視廣告主題曲。製作了《STEPPER'S DELIGHT》的混音版本，並在東亞的共同版本廣告中播放。這首混音版本的歌曲在之後發行的精選輯《十年有成 – 屎爛極精選》（Good Job!）的「初回限定版」中收錄。

- 2005年8月31日：發行首張精選輯《十年有成 – 屎爛極精選》（GOOD JOB!），繼2003年的《嘻域大飆客》後再度在發售首周登上Oricon排行榜第一名。同年12月發行精選輯的聖誕版本《十年有成 – 屎爛極精選聖誕版》（GOOD JOB! CHRISTMAS EDITION）。

- 2006年1月25日：發行第11張單曲《Hot chocolate》同年8月25日在官方網站中宣佈DJ FUMIYA將要重新歸隊，
- 2006年11月29日：發行第五張專輯《EPOCH》。

#### 休止符
- 2017年4月，八卦雜誌報導SU外遇，使得屎爛幫取消了原本的發片和演出計畫。
- 2018年10月30日，突然關閉官網並宣布活動休止。
- 2021年11月1日, PES從官方個人網頁表明自己早在2017年9月已經退團, 同時退出所屬的事務所。

## 音樂作品

### 單曲

#### 獨立時期單曲
1. 白日 / 真昼に見た夢（意為：看見明亮白天的夢）（1996年12月28日）
2. FADE AWAY / AT THE LOUNGE（1998年2月6日）
3. TONES / 風に吹かれて（意為：被風吹拂）（1998年8月22日）
4. UNDERLINE No.5（LP：2000年5月13日、CD：2000年7月28日、REMIXIES：2000年9月14日）
5. マタ逢ウ日マデ（意為：直到相逢之日為止）（2000年11月23日）
6. 白日XXX（2001年8月30日）- 重新發行獨立時期的單曲《白日 / 真昼に見た夢》。

#### 主流廠牌時期單曲
1. STEPPER'S DELIGHT（2001年3月22日）
2. 雑念エンタテインメント（意為：胡思亂想的娛樂）（2001年6月27日）
3. One（2001年10月11日）
4. FUNKASTIC（2002年3月27日）
5. 楽園ベイベー（樂園寶貝）（2002年6月26日）
6. BLUE BE-BOP（2002年11月27日）
7. JOINT（2003年6月18日）
8. Dandelion（2004年3月17日）
9. GALAXY（2004年7月7日）
10. 黄昏サラウンド（黃昏進行曲）（2004年10月6日）
11. Hot chocolate（2006年1月25日）
12. ラヴぃ (Lov i)(2006年7月5日)
13. ブロウ（Blow）（2006年10月25日）
14. 熱帯夜 （2007年7月25日）
15. SPEED KING（2007年11月7日）
16. 太陽とビギニ(太陽與比基尼)(2004年7月30日)
17. STAIRS(2009年2月25日)
18. マタ逢ウ日マデ2010～冨田流～(2010年6月30日)
19. SLY(2013年11月1日)「リーガルハイ」(主演：堺雅人) 主題歌

#### 其他單曲
1. BATTLE FUNKASTIC（2006年1月25日）- 以「HOTEI VS RIP SLYME」的名義發行
2. Hey, Brother（2006年4月26日）- 日本電影《間宮兄弟》的原聲單曲
3. ラヴぃ (Lov i)（2006年7月5日）- 與「Quruli」（くるり）樂團合作
4. Juice（2006年7月5日）- 與「Quruli」樂團合作

### 專輯

#### 獨立時期專輯
1. Lip's Rhyme（1995年10月21日）
2. talkin' cheap（1998年2月21日）
3. YAPPARIP（2003年10月10日）- 精選輯

#### 主流廠牌時期專輯
錄音室專輯
| 發行日期                                                        | 標題                       | 唱片公司 | 發行首周排名 |
| --------------------------------------------------------------- | -------------------------- | -------- | ------------ |
| 2001年7月25日 2002年3月21日                                     | FIVE                       | 華納音樂 | #6           |
| 2002年7月24日 2002年8月2日                                      | 東京嘻哈寶典 TOKYO CLASSIC | 華納音樂 | #1           |
| 2003年7月16日 2003年7月24日                                     | 嘻域大飆客 TIME TO GO      | 華納音樂 | #1           |
| 2004年11月3日 2004年11月23日（進口版） 2004年12月31日（台壓版） | 究極屎爛 MASTERPIECE       | 華納音樂 | #2           |
| 2006年11月29日                                                  | EPOCH                      | 華納音樂 | #5           |
| 2007年11月28日                                                  | 嘻哈遊樂團 FUNFAIR         | 華納音樂 | #5           |
| 2009年6月10日(同日推出初回盤及通常盤)                           | 嘻哈旅程 JOURNEY           | 華納音樂 | #3           |
| 2011年3月2日                                                    | STAR                       | 華納音樂 | #5           |

精選輯
| 發行日期                              | 標題                                                     | 唱片公司 | 發行首周排名        |
| ------------------------------------- | -------------------------------------------------------- | -------- | ------------------- |
| 2005年8月31日 2005年10月7日（進口版） | 十年有成 - 屎爛極精選 グッジョブ!                        | 華納音樂 | #1                  |
| 2005年12月7日                         | 十年有成 - 屎爛極精選聖誕版 グッジョブ!CHRISTMAS EDITION | 華納音樂 | #14（限量30,000片） |
| 2010年8月4日                          | GOOD TIMES                                               | 華納音樂 | #/                  |
| 2010年12月1日                         | BAD TIMES                                                | 華納音樂 | #/                  |

#### 其他專輯
1. O.T.F LIVE AT BUDOKAN 2002.07.25（限定版，2002年8月14日）
2. V.A - REALRHYME TRAX phase2. （2002年11月20日）- 收錄「By the way」，由樂團「電気グルーヴ」前成員砂原良徳所混音
3. RIP SLYME ORCHESTRA + PLUS（2003年2月26日）- 將代表歌曲用朗讀以及交響樂的方式演出

#### 其他相關作品（全體參與）
1. SURE SHOT feat.RIP SLYME / MELLOW YELLOW
2. Snow Man feat.RIP SLYME / LUV and SOUL
3. Fanta-Z (slow ride babies) feat.RIP Slyme / GWASHI
4. Black Dada (江戸前Mix) / Fantastic Plastic Machine
5. nonstop to tokyo / RIP SLYME
6. Sync ! feat.RIP SLYME / BLACK BOTTOM BRASS BAND
7. No Future feat.RIP SLYME / EAST END
8. Mothership Connection feat.RIP SLYME / MELLOW YELLOW

### DVD
1. shortcuts!（2003年3月26日） - 收錄出道前至今的音樂錄影帶、演唱會片段、花絮等``(同日發佈VHS檔版本)
2. ROUGH-CUT FIVE（2005年4月13日）- 收錄03-05年間所有推出的音樂錄影帶，以及演唱會節錄
3. CUT IT NOW! （2007年5月23日）- 收錄05年往後的音樂錄影帶及演唱會片段，另收錄一齣特攝電影(Promo site-http://wmg.jp/ripslyme/cutitnow/ （页面存档备份，存于）)
4. FUNFAIR TOUR FINAL at BUDOKAN (2008年7月16日) - 收錄FUNFAIR TOUR 演唱會錄像
5. Quick Cut (2009年9月23日) - 收錄07-09年所推出的音樂錄影帶及演唱會節錄

### 書籍
1. 《RIP STYLE》（2002年5月5日，出版：Sony Magazines]）
2. 《届かぬ思い》（2003年4月25日，出版：寶島社）

### 代言廣告
- 2007年
  - VAIO(拍攝"I.N.G."PV`及電視廣告)
- 2009年
  - Adidas ---親身代言(合作設計新鞋款式`廣告`及新曲"Good Day Remix")
- 2010年
  - TDK Life on Record ---親身代言(硬照廣告)

## 廣播節目
屎爛幫從2003年10月25日開始在日本東京FM（TOKYO-FM）電台主持廣播節目。

### 現在播出中的節目
- SCHOOL OF LOCK! - RIP LOCKS!

每星期一 23:05-23:30（TOKYO-FM，2005年10月3日—）
- -WAVE’s Music Plus (M+) - RIP SERVICE

星期一至四 12:20-12:30(10 分鐘) 81.3 FM

### 過去的廣播節目
- Straight Out Tokyo（ストレイト・アウト・トーキョー）

每星期四 01:00-02:00（TOKYO-FM，2001年10月3日—）
- Straight Out Tokyo 2

每星期五 23:00-23:55（TOKYO-FM，2003年4月4日—2003年9月26日）
固定主持人為RYO-Z，每次其他團員中會有一人以來賓的身分登場，節目是在錄音室之外錄製。
- Straight Out Tokyo 3

每星期日 23:00-23:55（TOKYO-FM，2003年10月5日—2005年9月25日）
固定主持人為RYO-Z，每次其他團員中會有一至二人以來賓的身分登場。

## 資料來源
- （英文）Dan Grunebaum，Japan Beat: Rip Slyme，Metropolis

1. 1 2  2002年百萬銷售作品一覽 （页面存档备份，存于），社團法人日本唱片協會（日本レコード協会），2007年1月20日引用

## 外部連結
- （日語）官方網站